# Киевский государственный художественный лицей имени Т. Г. Шевченко
Киевский государственный художественный лицей имени Т. Г. Шевченко (укр. Київський державний художній ліцей імені Т. Г. Шевченка) — первая во всей Украинской Республике художественная школа.

## История школы
Изначально школа располагалась на Старокиевской горе в здании, построенном в 1939 году специально для школы по проекту выдающегося архитектора И. Ю. Каракиса. Здание было спланированно со множеством новаторских идей, позволявших делать обучение более легким и удобным. Просторные аудитории, огромные окна, крыша из прозрачных блоков, дающая больше дневного света, так необходимого для верной передачи рисуемых предметов. Изначальное здание школы ныне является памятником архитектуры советского периода и охраняется государством. (В том же 1939 году, у основания школы, по проекту Н. А. Шехонина, за пять месяцев была выстроена средняя школа № 25 — в «поддержку» школе И. Ю. Каракиса.)
Во время войны в 1944 году школа переехала на ул. Смирнова-Ласточкина, где находилась до 1968 года, а в изначальном здании был основан Национальный музей истории Украины. А в 1968 году переехала на Сырец, где и находится до сих пор. Нынешнее здание школы по адресу ул. Кузьминская (Жамбила Жабаева) № 4, как и изначальное, тоже построено по проекту архитектора И. Каракиса (типовому).

## Выпускники
Школа является базовым учебным заведением для Украинской академии искусств. Большая часть выпускников становятся членами Союза художников Украины. Среди выпускников школы Андрей Чебыкин (президент Украинской академии искусств), Владимир Чепелик (председатель Союза художников Украины), Вадим Одайник (Народный художник Украины), Оксана Одайник (Народный художник Украины).